# Napoleon Nolsøe
Napoleon Nolsøe (* 26. August 1809 in Tórshavn, Färöer; † 28. Februar 1877 ebenda) war ein färöischer Arzt. Bedeutung erhielt seine Sammlung färöischer Balladen.
Napoleon wurde 1809 als Sohn von Jacob Nolsøe und Anne Cathrine Pedersdatter geboren. Der Nationalheld Nólsoyar Páll war sein Onkel. 
1841 absolvierte er seine Ausbildung zum Arzt (cand. med.) und war Inselarzt von Suðuroy, 1858–1865 dann Amtsarzt der Färöer.
In den Jahren 1840 bis 1851 trug er eine Unmenge der bisher nur mündlich überlieferten Balladen zusammen, die maßgeblich zum Überleben der färöischen Sprache beitrugen. Das Manuskript seines dreibändigen Werkes bildete einen Grundstein des 16-bändigen Corpus carminum Færoensium von Svend Grundtvig und Jørgen Bloch.
Unter den bekanntesten von Napoleon Nolsøes gesammelten Balladen befinden sich die Sigurdlieder. Das Lied Regin Smiður aus diesem Zyklus gehört noch heute zu den populärsten Balladen und wurde 2003 von der Heavy-Metal-Gruppe Týr neu interpretiert.
1852 bis 1854 und 1865 bis 1869 war Nolsøe Løgtingsabgeordneter.

## Werk
- Kvæðabók í trimum bindum, 1840–1851 (Balladenbuch in drei Bänden, Manuskript)

| Personendaten    | Personendaten    |
| ---------------- | ---------------- |
| NAME             | Nolsøe, Napoleon |
| KURZBESCHREIBUNG | färöischer Arzt  |
| GEBURTSDATUM     | 26. August 1809  |
| GEBURTSORT       | Tórshavn, Färöer |
| STERBEDATUM      | 28. Februar 1877 |
| STERBEORT        | Tórshavn, Färöer |